# 小行星24289
小行星24289（24289 Anthonypalma）是一颗绕太阳运转的小行星，为主小行星带小行星。该小行星于1999年12月19日发现。

## 轨道参数
小行星24289的轨道半长轴为365 345 595 km，2.4421497 UA，离心率为0.123。